# Forese Donati
Forese Donati (Firenze, 1250 circa – Firenze, luglio 1296) è stato un poeta italiano. Amico e cugino di Dante Alighieri, è con costui protagonista della celebre Tenzone con Forese e dei canti XXIII e XXIV del Purgatorio.

## Biografia

### Famiglia
Forese Donati (soprannominato Bicci novello per distinguerlo dal nonno paterno che portava lo stesso nome e forse anche lo stesso soprannome) era figlio di Simone di Forese e di Contessa, detta "Tessa", di cui si ignora la provenienza familiare. Ebbe come fratelli Corso Donati, capo dei guelfi neri a Firenze, Piccarda Donati, che Dante Alighieri collocò nel Cielo della Luna, e tali Ravenna e Sinibaldo, i cui nomi ci sono pervenuti soltanto attraverso documenti storici. Era inoltre imparentato con Dante Alighieri, in quanto Forese era cugino di terzo grado di Gemma Donati, moglie del Sommo Poeta.

### Il matrimonio e la morte
Della vita di Forese, oltre all'ascendenza magnatizia e alla sua spiccata ingordigia, si sa molto poco: in un anno imprecisato si sposò con una tale Nella, da cui ebbe una figlia, Ghita, andata in sposa a Mozzino di Andrea de' Mozzi; a causa dei provvedimenti antimagnatizi instaurati da Giano della Bella (gli Ordinamenti di giustizia), Forese non poté partecipare attivamente alla vita politica cittadina. Morì relativamente giovane (se si suppone che nacque intorno alla metà del XIII secolo) nel luglio 1296, venendo poi sepolto il 28 di quel mese nella chiesa di Santa Reparata.

## Citazioni nella letteratura

### La dantescaTenzone con Forese Donati
Se del Forese "storico" conosciamo poco, di quello "letterario" invece ricaviamo un'immagine molto più nitida grazie soprattutto all'opera letteraria dell'amico e parente Dante Alighieri. Il primo testo in cui Forese compare è la celebre Tenzone con Forese, composta da sei sonetti (tre per ciascuno dei due disputanti) e composti presumibilmente tra il 1293 e il 1296. In questa tenzone, costruita secondo la convenzione ed i moduli stilistici della poesia comico-realistica del tempo, i due poeti si rinfacciano a vicenda difetti e bassezze di ogni tipo, utilizzando espressioni gergali, se non addirittura scurrili: Dante rinfaccia a Forese la scarsa prestanza sessuale, i debiti, l'ingordigia alimentare, le abitudini violente e la nascita incerta; Forese rimprovera a Dante uno stato di povertà e di accattonaggio, le sue origini e il mestiere di usuraio del padre Alighiero. Riguardo alla veridicità della Tenzone, citata per la prima volta dall'anonimo fiorentino, si schierò contro Domenico Guerri, che la considerava un falso. A favore dell'autenticità della tenzone si schierarono invece Michele Barbi e Gianfranco Contini.

### ICantiXXIII e XXIV delPurgatorio
L'amicizia tra i due poeti è confermata dal loro incontro narrato da Dante nei canti XXIII e XXIV del Purgatorio, dove Forese sconta il peccato di gola. In questi due canti i toni scurrili e il linguaggio ostile della Tenzone (citata dal poeta implicitamente ai vv. 115-117) lasciano il posto alla felicità e alla commozione tra i due uomini, spingendo Dante a rivalutare positivamente la figura di Nella la quale, grazie alle sue preghiere, accorciò la permanenza di Forese nell'Antipurgatorio. Nel canto XXIV Forese predice a Dante lo stato di beatitudine della sorella Piccarda e si farà portavoce della morte violenta del fratello Corso.